# Thiago Luigi
Thiago Luigi Follo Pereira (São Paulo-SP, 09 de agosto de 1981) é um escritor, acadêmico, palestrante, e analista de comportamento não verbal brasileiro, considerado um dos maiores especialistas em linguagem corporal do Brasil.

## Livros
- 2015 - A Face e suas Emoções - Manual Prático sobre Emoções Universais e Micro Expressões Faciais (co-autoria com Marcos Roberto), Editora Laços/SP, ISBN 978.85.8373.

## Aparições na TV
Por ser perito em análise de comportamento não verbal e linguagem corporal, Thiago já foi convidado para pautas de vários programas de TV, conforme a lista abaixo:
| Ano  | Programa                         | Emissora   | Info. | Ref.   |
| ---- | -------------------------------- | ---------- | --- | ------ |
| 2016 | Viva Melhor                      | Rede Vida  | Entrevista                                                                                                | [ 9 ]  |
| 2016 | Jornal da Cultura                | TV Cultura | Quadro: JC Debate. O programa foi ao ar em 01/04/2016                                                     | [ 10 ] |
| 2019 | Cidade Alerta                    | RecordTV   | Convidado para analisar o "Caso Yasmin". O programa foi ao ar em 11/03/2019                               | [ 11 ] |
| 2019 | Domingo Espetacular              | RecordTV   | Reportagem sobre como a linguagem corporal ajuda a descobrir mentiras. O programa foi ao ar em 21/07/2019 | [ 12 ] |
| 2021 | Cidade Alerta                    | RecordTV   | Convidado para analisar um áudio em um vídeo sobre o "Caso MC Kevin". O programa foi ao ar em 19/05/2021  | [ 13 ] |
| 2022 | The Love School - Escola do Amor | RecordTV   | O programa foi ao ar em 13/03/2022                                                                        | [ 6 ]  |
| 2022 | Cidade Alerta                    | RecordTV   | Análise sobre o "Caso Lara". O programa foi ao ar em 09/04/2022                                           | [ 14 ] |